# Дискографія Iz*One
Дискографія південнокорейсько-японського жіночого гурту Iz*One складається з двох студійних альбомів, чотирьох мініальбомів і семи синглів. Станом на травень 2021 року Iz*One продала понад 2,79 мільйона копій.
Дебютний мініальбом Color*Iz був випущений 29 жовтня 2018 року. Після нього вийшов японський дебютний сингл гурту «Suki to Iwasetai» 6 лютого 2019 року під лейблом EMI Records Japan. Згодом він стало першим релізом гурту, який отримав платиновий сертифікат.

## Студійні альбоми
| Назва    | Деталі                                                                                       | Пікові позиції у чартах | Пікові позиції у чартах | Пікові позиції у чартах | Пікові позиції у чартах | Продажі                                                 | Сертифікації    |
| Назва    | Деталі                                                                                       | KOR                     | JPN                     | JPN Hot                 | US World                | Продажі                                                 | Сертифікації    |
| -------- | -------------------------------------------------------------------------------------------- | ----------------------- | ----------------------- | ----------------------- | ----------------------- | ------------------------------------------------------- | --------------- |
| Bloom*Iz | - Реліз: 17 лютого 2020 - Лейбл: Off the Record - Формат: CD, цифрове завантаження, стримінг | 2                       | 3                       | 6                       | 15                      | - Південна Корея: 493 061 - Японія: 23 960 - США: 1,000 | - KMCA: Платина |
| Twelve   | - Реліз: 21 жовтня 2020 - Лейбл: EMI - Формат: CD, цифрове завантаження, стримінг            | —                       | 1                       | 1                       | —                       | - Японія: 135 113                                       | - RIAJ: Золото  |

## Мініальбоми
| Назва               | Деталі                                                                                              | Пікові позиції у чартах | Пікові позиції у чартах | Пікові позиції у чартах | Пікові позиції у чартах | Пікові позиції у чартах | Продажі                                                | Сертифікації       |           |
| Назва               | Деталі                                                                                              | KOR                     | FRA Dig.                | JPN                     | JPN Hot                 | US World                | Продажі                                                | Сертифікації       |           |
| Корейські           | Корейські                                                                                           | Корейські               | Корейські               | Корейські               | Корейські               | Корейські               | Корейські                                              | Корейські          | Корейські |
| ------------------- | --------------------------------------------------------------------------------------------------- | ----------------------- | ----------------------- | ----------------------- | ----------------------- | ----------------------- | ------------------------------------------------------ | ------------------ | --------- |
| Color*Iz            | - Реліз: 29 жовтня 2019 - Лейбл: Off the Record - Формат: CD, цифрове завантаження, стримінг        | 2                       | 184                     | 1                       | 3                       | 9                       | - Південна Корея: 282 816 - Японія: 48 734 - США: 2000 | - KMCA: Платина    |           |
| Heart*Iz            | - Реліз: 1 квітня 2019 - Лейбл: Off the Record - Формат: CD, цифрове завантаження, стримінг         | 1                       | —                       | 4                       | 5                       | 6                       | - Південна Корея: 315 602 - Японія: 40 065             | - KMCA: Платина    |           |
| Oneiric Diary       | - Реліз: 15 червня 2020 - Лейбл: Off the Record, Swing - Формат: CD, цифрове завантаження, стримінг | 2                       | —                       | 4                       | 3                       | —                       | - Південна Корея: 567 351 - Японія: 40 987             | - KMCA: 2× Платина |           |
| One-reeler / Act IV | - Реліз: 7 грудня 2020 - Лейбл: Off the Record, Swing - Формат: CD, цифрове завантаження, стримінг  | 1                       | —                       | 8                       | 11                      | —                       | - Південна Корея: 464 860                              | - KMCA: Платина    |           |
| Японські            | |                         |                         |                         |                         |                         |                                                        |                    |           |
| Suki to Iwasetai    | - Реліз: 5 лютого 2019 - Лейбл: EMI - Формат: цифрове завантаження, стримінг                        | —                       | —                       | —                       | —                       | —                       | - Японія: 2555                                         |                    |           |
| Buenos Aires        | - Реліз: 21 червня 2019 - Лейбл: EMI - Формат: цифрове завантаження, стримінг                       | —                       | —                       | —                       | —                       | —                       | - Японія: 1407                                         |                    |           |
| Vampire             | - Реліз: 25 вересня 2019 - Лейбл: EMI - Формат: цифрове завантаження, стримінг                      | —                       | —                       | —                       | —                       | —                       | - Японія: 860                                          |                    |           |

## Сингли

### Як головний артист
| «La Vie en Rose» (кор. 라비앙로즈)                                           | 2018 | 14 | 11 | — | 21 | 19 | 9 | 6  | - США: 6000                             | - RIAJ: Золото (Стр.)  | Color*Iz            |
| «Violeta» (비올레타)                                                         | 2019 | 18 | 5  | — | 13 | —  | — | 8  |                                         |                        | Heart*Iz            |
| «Fiesta»                                                                     | 2020 | 3  | 2  | — | 6  | —  | — | 13 |                                         | - RIAJ: Срібло (Стр.)  | Bloom*Iz            |
| «Secret Story of the Swan» (환상동화)                                        | 2020 | 6  | 9  | — | 14 | —  | — | 11 |                                         |                        | Oneiric Diary       |
| «Panorama»                                                                   | 2020 | 22 | 23 | — | 33 | —  | — | 22 |                                         | - RIAJ: Срібло (Стр.)  | One-reeler / Act IV |
| Японські                                                                     |      |    |    |   |    |    |   |    |                                         |                        |                     |
| «Suki to Iwasetai» (яп. 好きと言わせたい)                                    | 2019 | —  | —  | 2 | 2  | —  | — | —  | - Японія: 244 284 (Фіз.) - Японія: 7016 | - RIAJ: Платина (Фіз.) | Twelve              |
| «Buenos Aires»                                                               | 2019 | —  | —  | 1 | 1  | —  | — | —  | - Японія: 229 428 (Фіз.)                | - RIAJ: Платина (Фіз.) | Twelve              |
| «Vampire»                                                                    | 2019 | —  | 52 | 1 | 1  | —  | — | —  | - Японія: 227 203 (Фіз.)                | - RIAJ: Золото (Фіз.)  | Twelve              |
| «Beware»                                                                     | 2020 | —  | —  | — | 75 | —  | — | —  |                                         |                        | Twelve              |
| «—» позначає реліз, який не потрапив у чарт або не виходив на цій території. |      |    |    |   |    |    |   |    |                                         |                        |                     |

### Промо-сингли
| Назва                                        | Рік  | Пікові позиції у чартах | Пікові позиції у чартах | Альбом                |
| Назва                                        | Рік  | KOR                     | US World                | Альбом                |
| -------------------------------------------- | ---- | ----------------------- | ----------------------- | --------------------- |
| «D-D-Dance» (Промо-сингл для Universe)       | 2021 | 72                      | 25                      | Сингл без альбому     |
| «Zero:Attitude» (Сою, Iz*One за участю PH-1) | 2021 | 119                     | —                       | 2021 Pepsi X Starship |

### Колаборації
| Назва                                | Рік  | Альбом |
| ------------------------------------ | ---- | ------ |
| «Rise» (Джонас Блу за участю Iz*One) | 2019 | Blue   |

## Інші чартові пісні
| Назва                                        | Рік  | Пікові позиції у чартах | Пікові позиції у чартах | Альбом              |
| Назва                                        | Рік  | KOR                     | KOR Hot                 | Альбом              |
| -------------------------------------------- | ---- | ----------------------- | ----------------------- | ------------------- |
| «Eyes»                                       | 2020 | 125                     | —                       | Bloom*Iz            |
| «Dreamlike»                                  | 2020 | 127                     | —                       | Bloom*Iz            |
| «Ayayaya»                                    | 2020 | 110                     | 74                      | Bloom*Iz            |
| «So Curious»                                 | 2020 | 120                     | —                       | Bloom*Iz            |
| «Spaceship»                                  | 2020 | 130                     | 96                      | Bloom*Iz            |
| «Destiny» (우연이 아니야)                    | 2020 | 134                     | —                       | Bloom*Iz            |
| «You & I»                                    | 2020 | 144                     | —                       | Bloom*Iz            |
| «Daydream»                                   | 2020 | 162                     | —                       | Bloom*Iz            |
| «Pink Blusher»                               | 2020 | 167                     | —                       | Bloom*Iz            |
| «Someday» (언젠가 우리의 밤도 지나가겠죠)    | 2020 | 132                     | —                       | Bloom*Iz            |
| «Open Your Eyes»                             | 2020 | 164                     | —                       | Bloom*Iz            |
| «Welcome»                                    | 2020 | 131                     | 91                      | Oneiric Diary       |
| «Pretty»                                     | 2020 | 122                     | 92                      | Oneiric Diary       |
| «Merry-Go-Round» (회전목마)                  | 2020 | 92                      | 65                      | Oneiric Diary       |
| «Rococo»                                     | 2020 | 160                     | 93                      | Oneiric Diary       |
| «With*One»                                   | 2020 | 152                     | —                       | Oneiric Diary       |
| «Sequence»                                   | 2020 | 183                     | —                       | One-reeler / Act IV |
| «O Sole Mio»                                 | 2020 | 200                     | —                       | One-reeler / Act IV |
| «—» позначає реліз, який не потрапив у чарт. |      |                         |                         |                     |

## Гостьові виступи
| Назва                                | Артист | Інший артист(и) | Альбом           |
| ------------------------------------ | ------ | --------------- | ---------------- |
| «Hitsuzensei» (必然性) (IZ4648)      | 2019   | AKB48           | Jiwaru Days      |
| «3!4!» (Оригінальний автор — Roo'ra) | 2021   | Н/Д             | Rewind : Blossom |

## Відеографія

### Музичні відео
| Назва                                         | Рік       | Альбом                | Режисер(и)                                  | Прим.     |
| Корейські                                     | Корейські | Корейські             | Корейські                                   | Корейські |
| --------------------------------------------- | --------- | --------------------- | ------------------------------------------- | --------- |
| «La Vie en Rose» (라비앙로즈)                 | 2018      | Color*Iz              | Paranoid Paradigm (VM Project Architecture) | [ 49 ]    |
| «Violeta» (비올레타)                          | 2019      | Heart*Iz              | Digipedi                                    | [ 50 ]    |
| «Fiesta»                                      | 2020      | Bloom*Iz              | Ріма Юн, Донджу Чан (Rigend Film Studio)    | [ 51 ]    |
| «Secret Story of the Swan» (환상동화)         | 2020      | Oneiric Diary         | Кім Зійон (FantazyLab)                      | [ 52 ]    |
| «Panorama»                                    | 2020      | One-Reeler / Act IV   | Vishop (Vikings League)                     | [ 53 ]    |
| Японські                                      |           |                       |                                             |           |
| «Suki to Iwasetai» (好きと言わせたい)1        | 2019      | Suki To Iwasetai      | Ікеда Кадзума                               | [ 54 ]    |
| «Gokigen Sayonara» (ご機嫌サヨナラ)           | 2019      | Suki To Iwasetai      | Арафуне Ясухіро                             | [ 55 ]    |
| «Neko ni Naritai» (猫になりたい)              | 2019      | Suki To Iwasetai      | bait Saito                                  | [ 56 ]    |
| «Buenos Aires»1                               | 2019      | Buenos Aires          | Хаясі Кьотаро                               | [ 57 ]    |
| «Target»                                      | 2019      | Buenos Aires          | Йокоборі Міцунорі                           | [ 58 ]    |
| «Toshishita Boyfriend» (年下Boyfriend)        | 2019      | Buenos Aires          | Арафуне Ясухіро                             | [ 59 ]    |
| «Vampire»1                                    | 2019      | Vampire               | Сіраісі Такехіро                            | [ 60 ]    |
| «Beware»                                      | 2020      | Twelve                | Vishop (Vikings League)                     | [ 61 ]    |
| Промо-сингли                                  |           |                       |                                             |           |
| «D-D-Dance» (Promotional single for Universe) | 2021      | Сингл без альбому     | Чхве Йонджі (PINKLABEL VISUAL)              | [ 62 ]    |
| «Zero:Attitude» (Сою, Iz*One за участю PH-1)  | 2021      | 2021 Pepsi X Starship | Чхве Йонджі (PINKLABEL VISUAL)              | [ 63 ]    |

↑ : Усе перевидано на Twelve

### Інші відео
| Назва                                            | Рік  | Режисер                           | Прим.  |
| ------------------------------------------------ | ---- | --------------------------------- | ------ |
| «Concept Trailer: What IZ your color?»           | 2018 | SUNNYVISUAL STUDIO                | [ 64 ] |
| «Concept Trailer: Where HEART IZ?»               | 2019 | Digipedi                          | [ 65 ] |
| «Concept Trailer: When IZ your BLOOMing Moment?» | 2019 | Ріма Юн, Донджу Чан (Rigend Film) | [ 66 ] |
| «Oneiric Diary Album Trailer»                    | 2020 | Невідомий                         | [ 67 ] |

### DVD
| Назва                                      | Деталі                                                                                           | Продажі |
| ------------------------------------------ | ------------------------------------------------------------------------------------------------ | ------- |
| IZ*ONE [Secret Time] Photobook             | - Реліз: 22 березня 2019 - Лейбл: Stone Music, Off the Record - Формат: DVD + фотокнига          | Н/Д     |
| IZ*ONE – SPRING COLLECTION [SECRET DIARY]  | - Реліз: 31 березня 2020 - Лейбл: Stone Music, Off the Record - Format: DVD + фотокнига/календар | Н/Д     |
| IZ*ONE – 1ST CONCERT IN SEOUL [EYES ON ME] | - Реліз: 23 жовтня 2020 - Лейбл: Stone Music, Off the Record - Формат: DVD, BLURAY, Kit          | Н/Д     |
| IZ*ONE – ONLINE CONCERT [ONEIRIC THEATER]  | - Реліз: 29 січня 2021 - Лейбл: Stone Music, Off the Record - Формат: BLURAY, Kit                | Н/Д     |

## Нотатки
1. 1 2  Спеціальне видання.
2. ↑  Окрім зазначених фізичних продажів, показники базуються ще й на цифрових завантаженнях.
3. 1 2  У виконанні пісні брали участь лише Квон Инбі, Міявакі Сакура, Кім Мінджу, Чо Юрі та Чан Вонйон.
4. ↑  У виконанні пісні брали участь Чан Вонйон, Міявакі Сакура, Чо Юрі, Ябукі Нако, Квон Инбі і Хонда Хітомі з Iz*One та окремі члени AKB48, SKE48, HKT48, Nogizaka46 і Keyakizaka46.